# Telmatobius hintoni
Espèce
Statut de conservation UICN

 VU B1ab(iii) : Vulnérable
Telmatobius hintoni est une espèce d'amphibiens de la famille des Telmatobiidae.

## Répartition
Cette espèce est endémique de Bolivie. Elle se rencontre entre 2 700 et 4 400 m d'altitude dans les hautes vallées du département de Cochabamba et dans le nord du département de Potosí.

## Étymologie
Cette espèce est nommée en l'honneur d'Howard Everest Hinton.

## Publication originale
- Parker, 1940 : The Percy Sladen Trust Expedition to Lake Titicaca in 1937. XII. Amphibia. Transactions of the Linnean Society of London, sér. 3, vol. 1, p. 203–216.